# Karl Christian Bruhns
Karl Christian Bruhns (22. listopadu 1830 Plön – 25. července 1881 Lipsko) byl německý astronom a geodet.

## Životopis
Bruhns studoval matematiku a astronomii a od roku 1851 pracoval pro jednu berlínskou firmu. Svou prací zde získal důvěru Johanna Enckeho, ředitele berlínské observatoře, který ho v roce 1852 jmenoval svým druhým asistentem. Od roku 1854 byl prvním asistentem. V roce 1856 promoval s prací De planetis minoribus inter Martem et Jovem circa Solem versantibus (Über die Kleinplaneten, die sich zwischen Mars und Jupiter um die Sonne drehen) (Berlín 1856) a habilitoval 1859 na berlínské univerzitě. Od roku 1860 byl profesorem astronomie a ředitelem lipské observatoře. Podle jeho plánů byla v letech 1860/61 postavena nová hvězdárna v Johannistalu a zavřena stará v Pleißenburgu.
Bruhns pracoval na výpočtu drah komet a některé z nich také objevil. Působil také jako ředitel pruského geodetického institutu. Měl zásluhu na zřízení husté sítě meteorologických stanic po celém Sasku.

## Dílo
- Die astronomische Strahlenbrechung in ihrer historischen Entwicklung. Lipsko 1861
- Geschichte und Beschreibung der Leipziger Sternwarte. Lipsko 1861
- Atlas der Astronomie. Lipsko 1872
- Biographie Enckes. Lipsko 1869